# Märjamaa
Märjamaa är en ort i Estland. Den ligger i Märjamaa kommun och landskapet Raplamaa, i den västra delen av landet, 60 km söder om huvudstaden Tallinn. Märjamaa ligger 46 meter över havet och antalet invånare är 3 063.
Terrängen runt Märjamaa är mycket platt. Runt Märjamaa är det mycket glesbefolkat, med 5 invånare per kvadratkilometer. Märjamaa är det största samhället i trakten. I omgivningarna runt Märjamaa växer i huvudsak blandskog.